# Гаррієт Морган
Гаррієт Скотт (англ. Harriet Scott), у шлюбі — Морган (англ. Harriet Morgan, 23 березня 1830 — 16 серпня 1907) — австралійська натуралістка, ентомологиня, одна з перших професійних жінок-ілюстраторок Австралії (разом з сестрою Геленою Скотт). Сестри також були висококваліфікованими натуралістками та колекціонерками, що було рідкісним досягненням для жінок 19 століття. Найвідомішими роботами сестер Скотт були ілюстрації метеликів до монографії їхнього батька Александра Вокера Скотта «Австралійські лепідоптери та їхні трансформації» («Australian lepidoptera and their transformations»).

## Біографія
Народилась у 1830 році у Сіднеї у сім'ї ентомолога та підприємця Александра Вокера Скотта та Гаррієт Скотт. Разом із сестрою освіту отримала від батька, тому була добре обізнана у природознавстві.
Після сумісного ілюстрування праці батька «Австралійські лепідоптери та їхні трансформації» сестри стали відомими у наукових колах. Гаррієт стала членкинею Ентомологічного товариства Нового Південного Уельсу. Також вона створювала ілюстрації до праць Джерарда Креффта «Snakes of Australia» (1869), «Australian Fossil Remains» (1870) та «Mammals of Australia» (1871), Едварда Ремсі «On the Oology of Australia» та Дж. Кокса «Monograph of Australian Land Shells» (1868).

## Галерея робіт

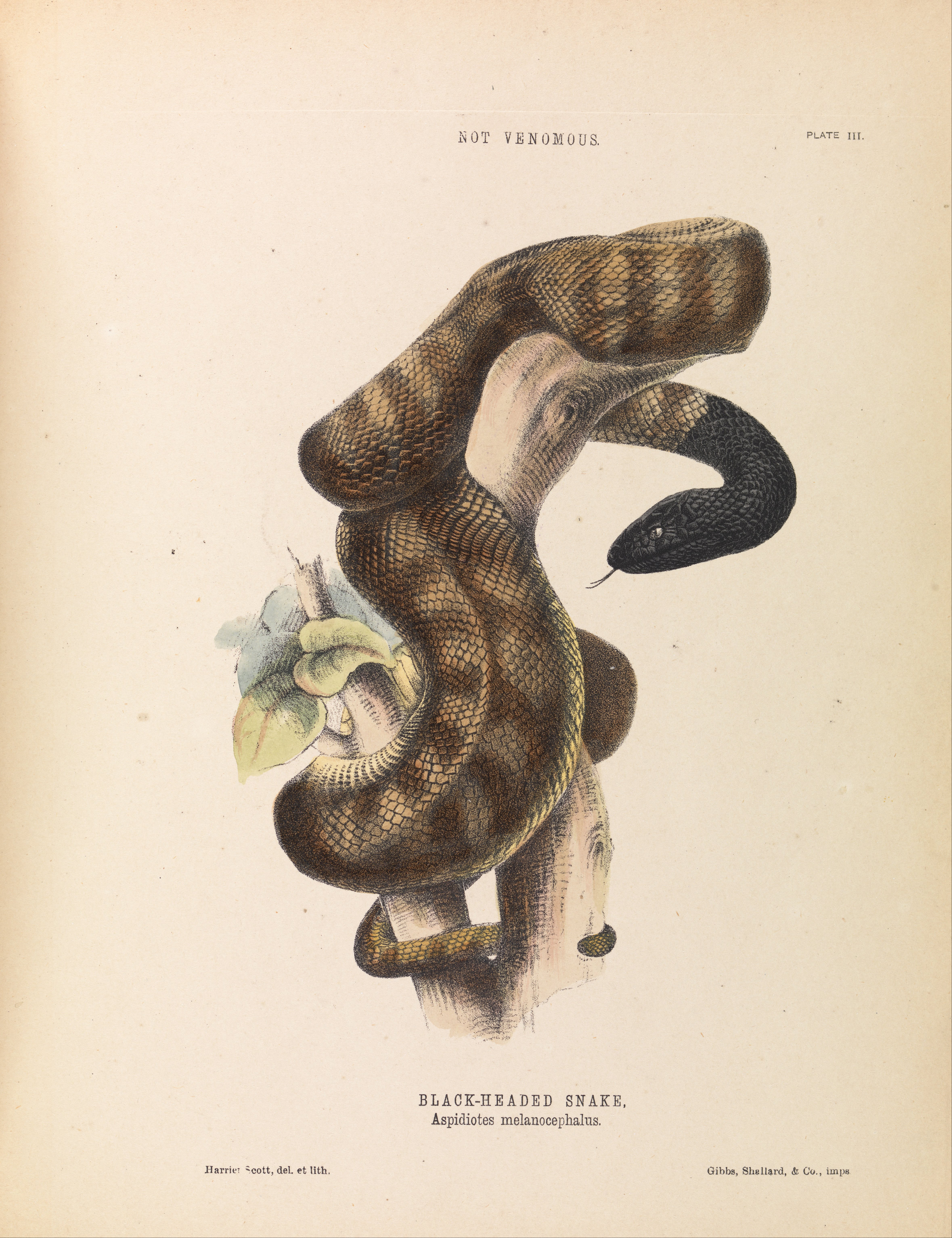
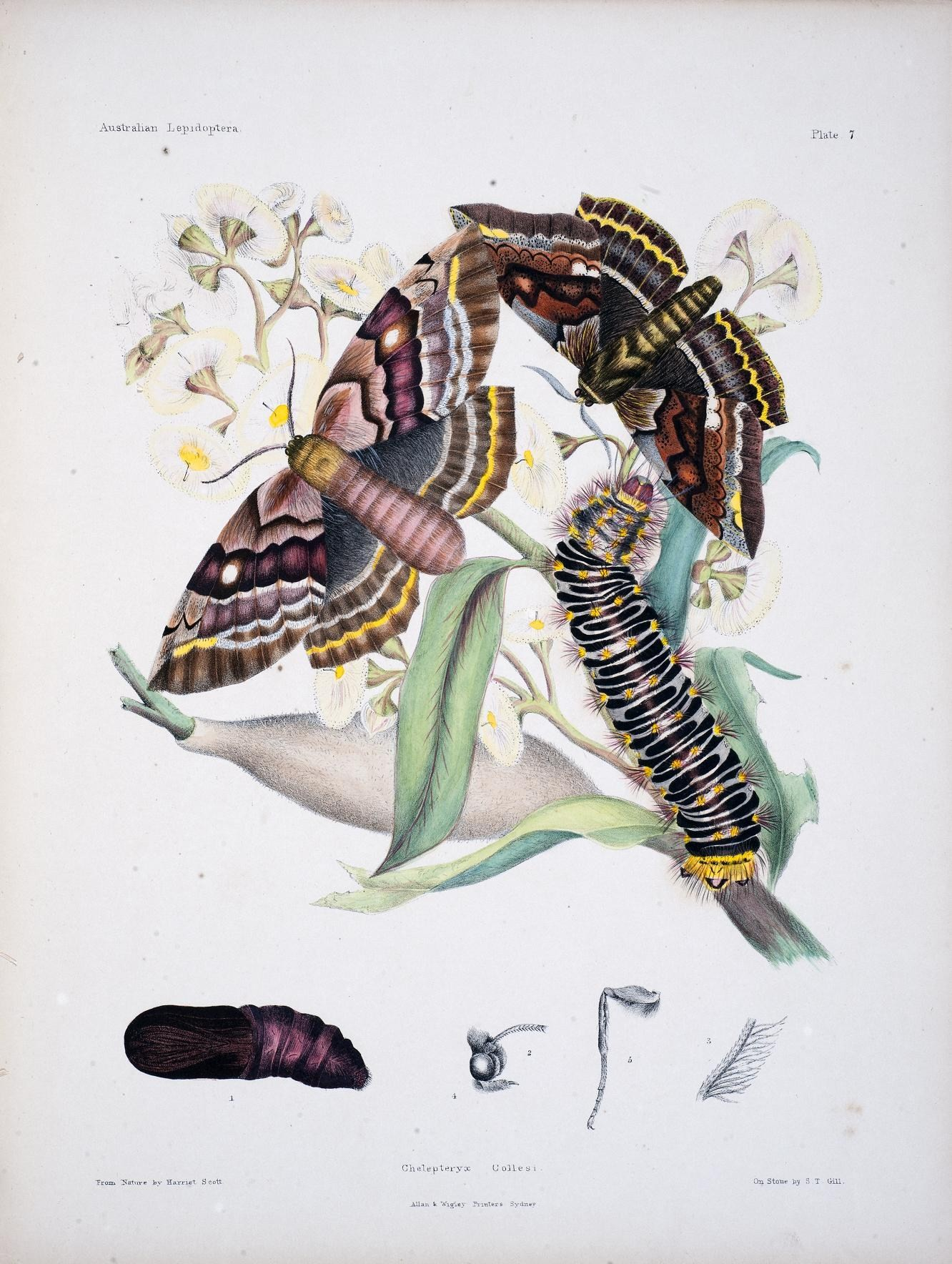
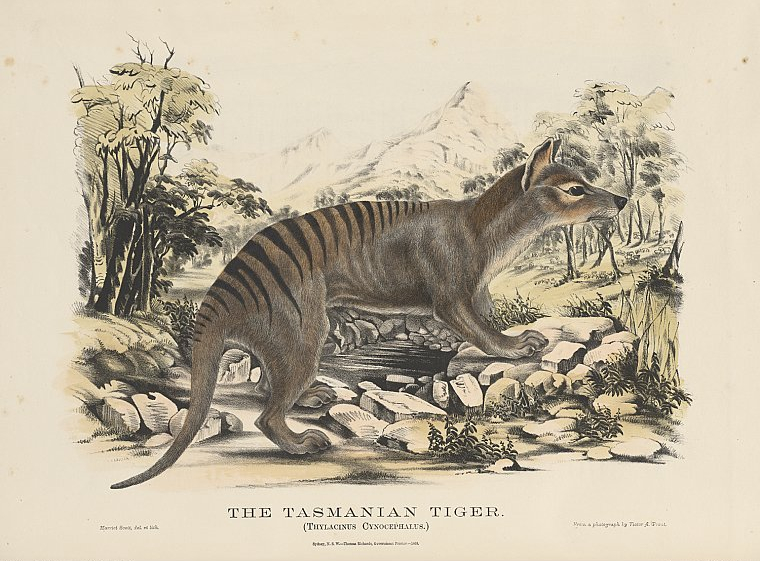
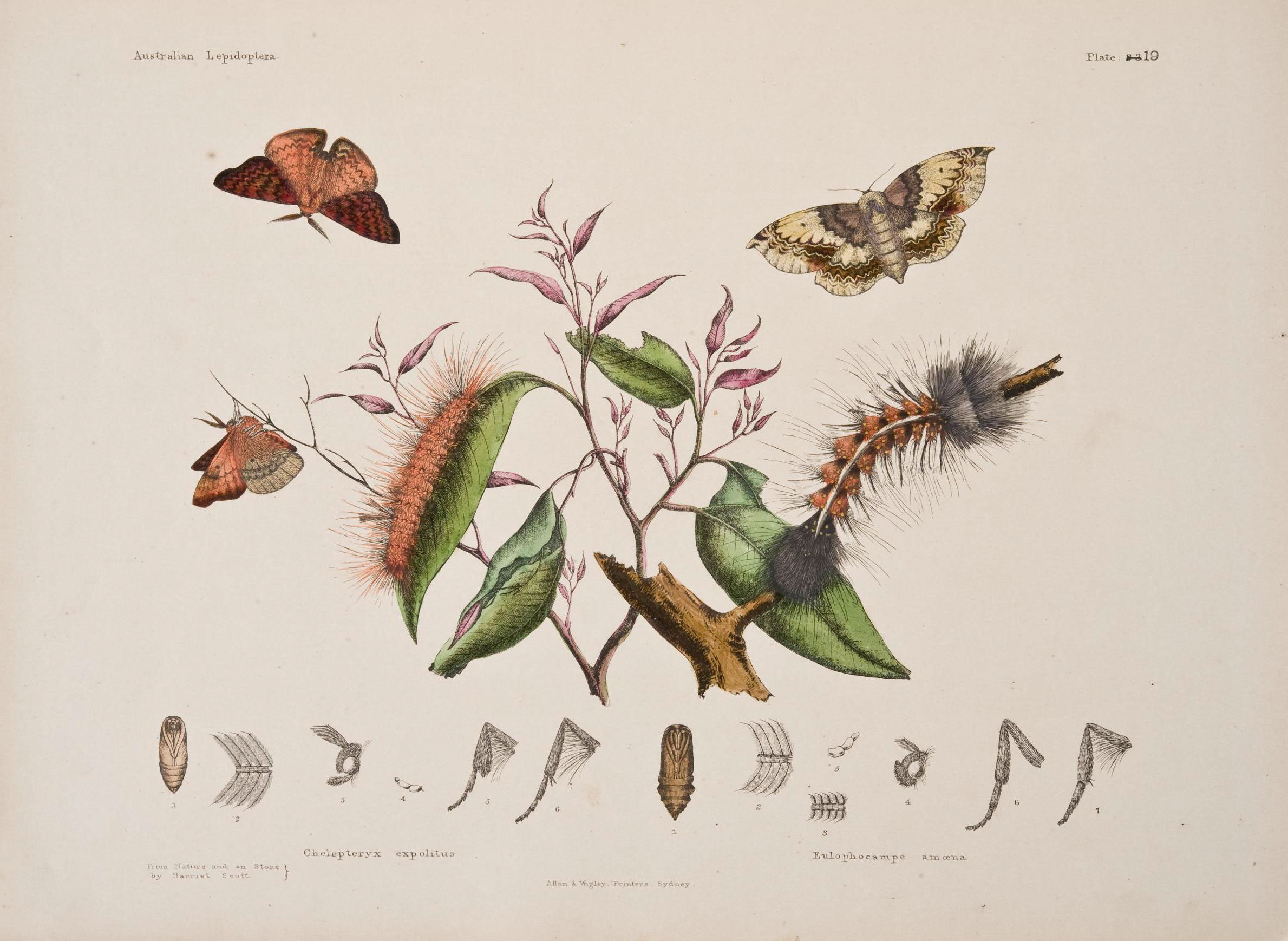
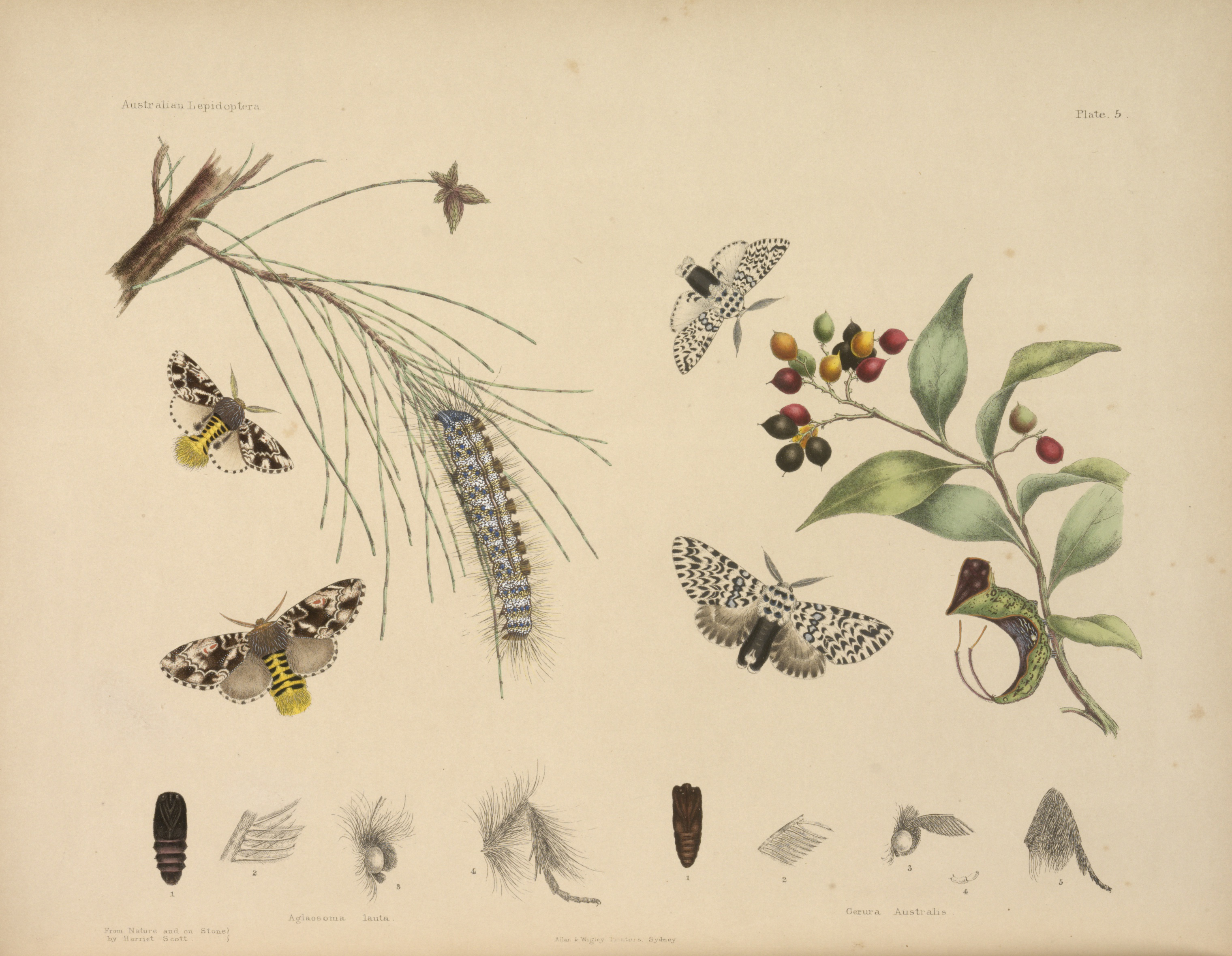